# Credneria
Credneria — це вимерлий рід із родини платанових, подібних до вимерлих видів Platanus, які з’явилися в крейдяному періоді. Рід був вперше описаний Зенкером (1833) і раніше був віднесений до родини Salicaceae, а не Platanaceae. Листя креднерії збереглися в пісковику і рідше в алевроліті. Листя, як правило, оберненояйцеподібні з перисто-актинодромним жилкуванням і чіткими супрабазальними жилками.

## Види
Відомі види:
- Credneria biloba
- Credneria bohemica
- Credneria comparabilis
- Credneria cuneifolia
- Credneria daturaefolia
- Credneria denticulata
- ?Credneria grewiopsoides
- Credneria integerrima
- ?Credneria longifolia
- Credneria pachyphylla
- Credneria parva
- Credneria prophylloides
- Credneria pulchra
- ?Credneria spatiosa
- Credneria subserrata
- Credneria subtriloba
- Credneria sudanense
- Credneria triacuminata

The species Crednetia basinervosa (Hollick) C. elegans (Hollick),, C. elegans (Hollick), C. inordinata (Hollick), C. intermedia (Hollick), C. mixta(Hollick), and C. truncatodenticulata (Bell) have all been identified as junior synonyms of the platanaceous species Pseudoprotophyllum boreale. The species Credneria grewiopsoides (Hollick), C. longifolia (Hollick) and C. spatiosa (Hollick) from the Cenomanian Melozi and Kaltag formations along the Yukon River in Alaska are also possibly representatives of Pseudoprotophyllum boreale, but the known fossil material for the species was considered to incomplete to make a determination.